# 中根貞彦

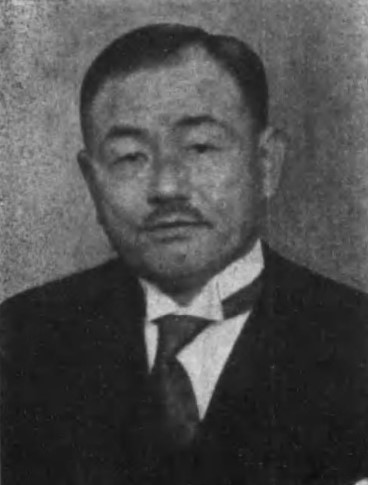
中根貞彦

中根 貞彦（なかね さだひこ、1878年（明治11年）2月4日 - 1964年（昭和39年）1月24日）は、日本の実業家、政治家、歌人。三和銀行頭取、貴族院勅選議員。旧姓・片切、号・九峯。

## 経歴
大分県海部郡二王座村（のち北海部郡臼杵町を経て現臼杵市）に生まれた。大分士族・片切八三郎の三男。幼くして両親と死別し、佐伯の中根祚胤（百九銀行頭取）の養子となる。1901年（明治34年）第五高等学校大学予科第一部（法科）を卒業した。1905年（明治38年）東京帝国大学法科大学政治学科を卒業した。
日本銀行に入行する。以後、同行ロンドン代理店監督役、同国庫局長、同大阪支店長、同理事などを歴任。1933年（昭和8年）に三十四銀行・山口銀行・鴻池銀行の3行が合併して三和銀行が創立され初代頭取に就任し、1945年（昭和20年）まで在任した。その際、新任頭取選びを一任された土方久徴が、総裁候補だった理事の中根を充てた。その他、大阪手形交換所委員長、三和信託社長、全国金融統制会評議員、日本銀行参与なども務めた。
1946年（昭和21年）3月22日、貴族院勅選議員に任じられ、財閥解体を担当する持株会社整理委員会委員長に内定したが、戦時中に出版した歌集『膺懲』により公職追放となり、同年6月28日に貴族院議員を辞職した。
1951年（昭和26年）に追放解除となり、以後、三和銀行相談役、ダイハツ工業監査役、房総油脂工業会長、髙島屋顧問、関西大分県人会長などを務めた。

## 人物
趣味は和歌。斎藤茂吉門下でアララギ派の歌人としても知られた。

## 親族
- 実父・片切八三郎（1847-1877） ‐ 臼杵藩士。水谷左門の三男として生まれ、片切善左衛文の養子となる。剣豪として知られたが、西南戦争で薩摩軍に破れ戦死。[11]
- 実兄・片切豹太郞 ‐ 小学校教師。[12]
- 養父・中根祚胤 (1839-) ‐ 百九銀行頭取
- 妻・キク（1888年 - ?、東京、輸出入業・佐野令三の長女）[3]
- 妻・元胤（1911年 - ?、日銀勤務）[3]
- 三男[3]
- 長女[3]
- 二女[3]
- 孫[3]
- 相婿・小野梧弌 ‐ 野坂参三の兄。[13]

## 著作
- 『翠菊 : 北海道周遊吟 : 彦手記』中根貞彦、1939年。
- 『消えゆくともし火』中根貞彦、1939年。
- 『膺懲 : 歌集』全国書房、1942年。
- 『中根貞彦歌集』三和銀行、1986年。

訳書
- 『唐詩歌訳』中央公論社、1963年。